# Barbara Kluntz

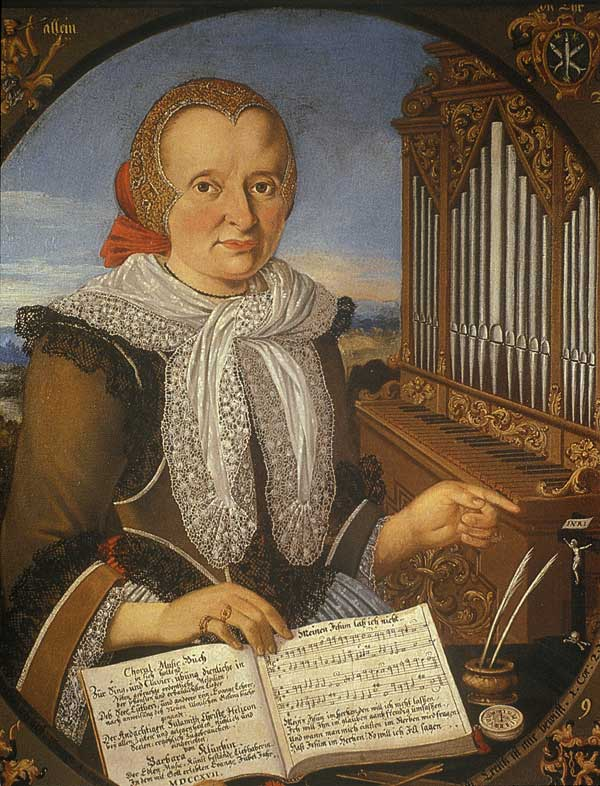
Barbara Kluntz, Porträtgemälde eines unbekannten Malers (1717)

Barbara Kluntz (getauft 5. Februar 1661 in Ulm; Leichenpredigt 22. Mai 1730 in Ulm) war eine deutsche Komponistin und Musikpädagogin. Auf sämtlichen ihrer erhaltenen Buchtitel nennt sie sich selbst „Barbara Kluntzin der Edlen Music Kunst Liebhaberin“, um ihre Stellung explizit hervorzuheben: Sie betrachtete sich keinesfalls als Berufsmusikerin.

## Biografie
Barbara Kluntz, genannt „Schneiderbärbele“, war Tochter und drittes Kind des Schneiders Peter Kluntz und seiner Frau Katharina, geb. Messerschmid. Sie trat in den wohltätigen Drittorden der nach der Reformation evangelischen Ulmer Sammlungsfrauen (Ulmer Sammlung) ein. Die klosterähnliche Vereinigung – ihr gehörten auch mehrere Dörfer um Ulm – lag in der Ulmer Frauenstraße, Ecke Sammlungsgasse. Das Gebäude wurde im Zweiten Weltkrieg zerstört.
Da die in den Orden eingetretenen Frauen keine Gelübde ablegen mussten, war Barbara Kluntz keine Nonne.

### Eintritt ins Ulmer Sammlungsstift

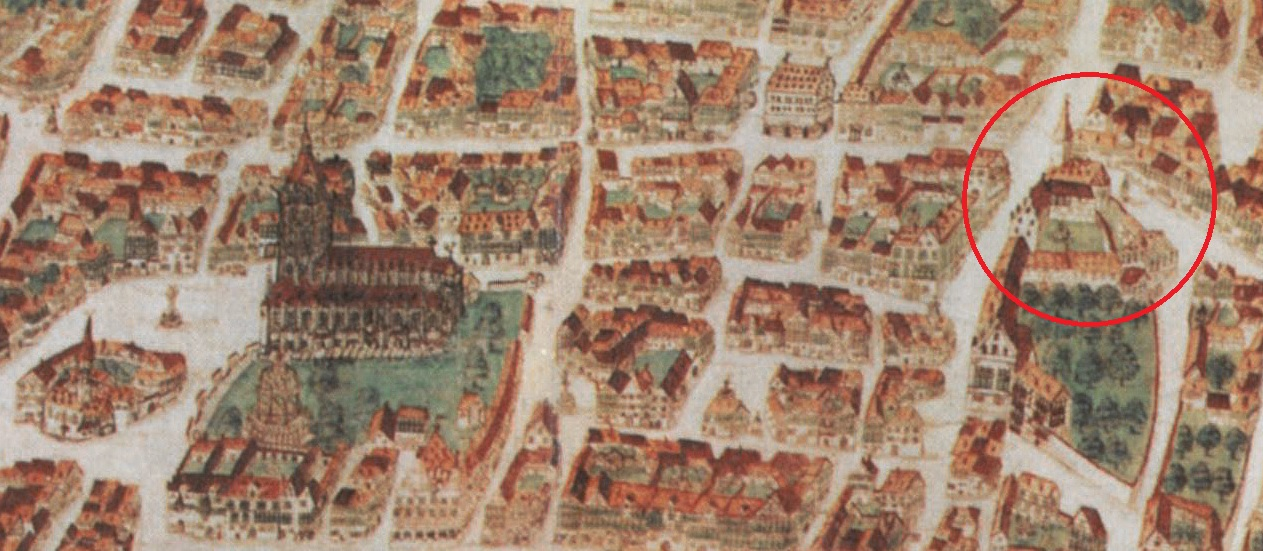
Standort der Ulmer Sammlung. Ausschnitt aus dem Vogelschauplan 1597.

Barbara Kluntz war bei ihrem Eintritt in die Sammlung als „Klaviervirtuosin, Orgelspielerin und Dichterin“ laut älteren Forschungen weithin bekannt. Auszüge aus ihrem nicht mehr vorhandenen Testament belegen, dass sie eine eigene Orgel, ein Clavichord, viele Musikalien und Bücher besaß.
Wie Barbara Kluntz zu ihren Fähigkeiten gelangte und welche Stellung ihr Vater als Schneider innerhalb der Ulmer Schneiderzunft hatte, ist bislang nicht bekannt. Bis dahin waren nur Patrizierinnen in die Sammlung aufgenommen worden. Weshalb Barbara Kluntz erst mit 44 Jahren in das Sammlungsstift eintrat, bleibt ebenso zu erforschen. Ihre musikalischen Tätigkeiten lassen sich erst mit ihrem Eintritt in das Sammlungsstift 1704 belegen. Über ihre Kindheit, frühe und späte Jugendzeit sind bislang keine Belege auffindbar.
Barbara Kluntz war nicht verheiratet, sie zog unter ihrem Geburtsnamen und als „Jungfer“ in die Sammlung ein. Ihr vokales und instrumentales Musizieren war wohl rein religiösen Zwecken gewidmet; zudem unterrichtete sie auch ihre Kolleginnen, deren Schülerinnen und viele Patriziertöchter im „Clavierschlagen“. Ihr großes Vorbild war die französische Dichterin Georgette de Montenay, deren Porträt sie in ihr Choralbuch von 1711 aufgenommen hatte.

### Kontakte und Konzerte
Barbara Kluntz pflegte durch Briefwechsel Kontakte nach Berlin und ließ sich wahrscheinlich auch von dort die neuesten Musikwerke schicken, um sie studieren und aufführen zu können. Sie begleitete sich und andere wohl selbst am Clavichord und auf der Orgel. Da die Ulmer Sammlungsfrauen sich frei in der Stadt und im Stift bewegen konnten, ist anzunehmen, dass die Ulmer Sammlung neben den zu einer Zunft vereinigten festangestellten Ulmer Stadtpfeifern und dem aufkommenden Theaterbetrieb ein Zentrum der Ulmer Musikausübung darstellte.

### Gedichtschaffen
Barbara Kluntz schrieb neben Musik auch viele Gedichte, die sie in ihren Choralbüchern veröffentlichte, darunter ein Werk, das ihre Lebensfreude und -kraft ausdrückt:
„Deß Davids Harpff in Himel klingt,

wol dem, der mit mir frölich singt.

Lutherus singt uns allen vor,

Nach Gottes Wort führt den Tenor.

Wir singen nach und zwitzern mit,

Und Gott nimt an solch Lob und Bitt.

Wer nun Gott fürcht und hat mich gern

der singt mit mir zu Gott dem Herrn.“
(Choralbuch 1711)
Die französische Sprache muss Barbara Kluntz sehr geläufig gewesen sein, da sie ihr Vorbild Georgette de Montenay in ihrem Choralbuch von 1711 zitiert und vermutlich deren Werke im Original gekannt hatte. Damit begab sich Barbara Kluntz in eine Tradition herausragender Frauen, die ihre schriftstellerischen und musikalischen Talente und Gaben in den Dienst des Gotteslobes stellten.

### Choralbuch 1711
Die 245 Choräle des prachtvoll handschriftlich ausgestatteten Choral-Music-Buchs von 1711 sind nur mit Titelangabe und teilweise ohne Text aufgezeichnet. Die Melodien sind akkordisch mit bis zu sechs Stimmen ausgesetzt, wobei die Sätze jäh zwischen Vollstimmigkeit und zweistimmigen Passagen wechseln können. Gelegentlich bietet Barbara Kluntz zu einer Choralmelodie auf der gleichen Seite auch Alternativaussetzungen.
In ihren Werken führte Barbara Kluntz die Quinten und Oktaven oft parallel, und genauso oft fehlt trotz Vier- und Fünfstimmigkeit in den Sätzen die Terz. Dies könnte ein Hinweis darauf sein, dass sie sich ihre Kunst autodidaktisch beigebracht hat da der Gebrauch der Terz zu diesem Zeitpunkt in der Musikgeschichte längst gebräuchlich war.
Ans Ende ihres ersten Choralbuches stellt Barbara Kluntz ihr wohl fröhlichstes Credo, ihre Art der Musikanschauung:
„Ich waiß nit z’sagen, wie vil Gut,

In Musica ist verborgen;

Gott und Menschen sie g’fallen thut,

Music vertreibt die Sorgen,

Music verjagt die Traurigkeit,

Music den Geist erneüet,

Music macht Lust, und kürzt die Zeit,

und ewig uns erfreüet.

Music lieb’ ich, so lang ich leb,

und frölich meine Stimm’ erheb,

und sing: O Music! Himmels Kunst,

du bist wehrt aller Ehr’ und Gunst.“
(Choralbuch 1711)

## Posthum
Es bleibt zu erforschen, was mit Barbara Kluntz’ weiterem Nachlass wie der Instrumente und Noten geschehen ist; ein Beschluss des Rats der Stadt Ulm verbot den Sammlungsfrauen, Güter untereinander zu vererben, um ihnen möglichst wenig Macht und auch finanziellen Einfluss in der Stadt zu geben. Einzig aus einem erhaltenen Auszug eines (nicht mehr erhaltenen) Protokolls des Ulmer Sammlungsstifts vom 10. Dezember 1728, das sich auf der Rückseite zu Barbara Kluntz’ Ölportrait befindet, geht hervor, dass sie mindestens zwei Jahre vor ihrem Tod ein verlorenes Testament abfasste. Barbara Kluntz hat darin ihre Musikalien (Noten und Clavichord) der hauseigenen Kapelle vermacht und bestimmt, dass ihre Orgel in die evangelische Kirche nach Ersingen gehe. Nach der Auflösung der Ulmer Sammlung wurde die Orgel allerdings (laut Ilse Schulz) in eine „deutsche Schule“ gebracht. Vermutlich sind Barbara Kluntz’ Musikalien im Zweiten Weltkrieg durch die Bombenangriffe auf Ulm, die auch die Ulmer Sammlung vernichteten, zerstört worden.

### Archivalien
Auch Barbara Kluntz’ Grab gilt als verschollen. Einzig erhalten sind ihre zwei verbliebenen Choralbücher und ihr Porträt in Öl eines unbekannten Künstlers. Darauf sind auch zwei Seiten ihres verschollenen zweiten Choralbuches von 1717 zu sehen. Barbara Kluntz ließ sich in der für diese Zeit typischen Sammlungstracht abbilden. Mit ihrer linken Hand weist sie auf ein kleines Kreuz: Wie sie in fast allen ihren Liedern und Gedichten schreibt, kommt ihre Musik, die sie als Choralbuch vor sich hält, von Gott. Schreibgeräte weisen auf ihre Arbeit als Dichterin und Komponistin hin; eine Zitrone im Vordergrund, die einen Luxusartikel darstellte (im Original-Ölporträt sichtbar dargestellt, Ulmer Museum), verrät ihren gehobenen Stand. Im Hintergrund befindet sich wahrscheinlich ihre eigene Orgel.
Die vielfältigen Aktivitäten der Barbara Kluntz als Sammlungsfrau, Musikpädagogin, Komponistin, Organistin und Clavieristin sind für den Ulmer Raum und generell für ihr Zeitalter beispiellos.

## Werke
- 3 Choralbücher von 1711, 1717 (verschollen) und 1720; mit insgesamt mehr als 500 Einzelkompositionen geistlicher Lieder, Gesänge und Arien (Stadtarchiv Ulm).
- General Bass Büchlein (vor 1720?), verschollen.
- Laudet Jehova Te Ulma – neunstrophiger lat. Hymnus mit der Melodie des Nun danket alle Gott als Hymne auf Barbara Kluntz’ Heimatstadt (Choralbuch 1711).
- Totenlied von Anna Maria Reiser (Sammlungsfrau) auf den Tod Barbara Kluntz‘, publiziert von Daniel Ringmacher in einem verschollenen Sammelband.
- Porträt der Barbara Kluntz von einem unbekannten Künstler (Ulmer Museum Inv.-Nr. 1928.6048).

### Zustand der Choralbücher
- Eisengallus-Tintenschrift in hellbrauner Farbe
- Sammelbände: wirken wie Abschriften eines Vorgängers
- gut erhaltene Farbigkeit der Einbände und Bilder
- klares Notenbild, ordentliche Handschrift
- sorgfältiger Umgang, da äußerlich kaum beschädigt
- stellenweise bereits Tintenfraß
- von den Choralbüchern existieren weder Abschriften, Kopien, Microfiche-Aufnahmen noch sonstige Faksimile

## Würdigung
- Die Stadt Ulm benannte nach ihr den Barbara-Kluntz-Weg.
- Ein Wagen der Straßenbahn Ulm trägt ihren Namen.[1]
- Im Ratskeller im Ulmer Rathaus wurde ihr Porträt groß in Goldfarbe gefasst (ca. 2 × 3 m). Dort befindet sie sich in Gesellschaft mit weiteren Persönlichkeiten, die die Stadt Ulm in der Vergangenheit bereichert haben.